# Cragside
Cragside je viktoriánský venkovský dům poblíž města Rothbury v anglickém Northumberlandu. Byl domovem Williama Armstronga, 1. barona Armstronga, zakladatele zbrojařské firmy Armstrong Whitworth. Armstrong, průmyslový magnát, vědec, filantrop a vynálezce hydraulického jeřábu a Armstrongova děla, projevil svou vynalézavost také v domácí sféře a jako první dům na světě nechal Cragside osvětlit pomocí energie vodní elektrárny. Panství bylo technologicky vyspělé; architekt domu Richard Norman Shaw napsal, že je vybaveno „úžasnými hydraulickými stroji, které dělají všechno možné“. Na pozemku Armstrong vybudoval přehrady a jezera, které poháněly pilu, prádelnu poháněnou vodou, rané verze myčky na nádobí a výtahu na jídlo, hydraulický výtah a hydroelektrický rotační gril. V roce 1887 byl Armstrong povýšen do šlechtického stavu a stal se baronem Armstrongem z Cragside.
Původní budovu tvořila malá lovecká chata, kterou Armstrong postavil v letech 1862 až 1864. V roce 1869 najal architekta Richarda Normana Shawa, aby ji rozšířil, a ve dvou etapách prací v letech 1869 až 1882 přeměnili dům na „Neuschwanstein severu“. Výsledek popsal architekt a spisovatel Harry Stuart Goodhart-Rendel jako „jednu z nejdramatičtějších kompozic v celé architektuře.“ Armstrong dům zaplnil významnou sbírkou umění; on i jeho žena byli mecenáši mnoha britských umělců 19. století. Cragside se stal nedílnou součástí Armstrongových obchodních aktivit: vzácní hosté pod Armstrongovou střechou, včetně perského šáha, siamského krále a dvou budoucích japonských premiérů, byli také zákazníky jeho obchodních podniků.
Po Armstrongově smrti v roce 1900 se jeho dědicové snažili dům a panství udržet. V roce 1910 byla rozprodána nejlepší část Armstrongovy umělecké sbírky a v 70. letech 20. století byly ve snaze uhradit dědickou daň předloženy plány na rozsáhlou obytnou zástavbu pozemků sídla. V roce 1971 požádala organizace National Trust historika architektury Marka Girouarda, aby sestavil přehled nejvýznamnějších viktoriánských domů v Británii, které by se Trust měl snažit zachránit, pokud by byly někdy prodány. Girouard pak zařadil Cragside na první místo seznamu. V roce 1977 získal National Trust dům s pomocí grantu z Národního pozemkového fondu. Od roku 1953 je Cragside na seznamu památek I. stupně a od roku 1979 je přístupný veřejnosti.

## Historie

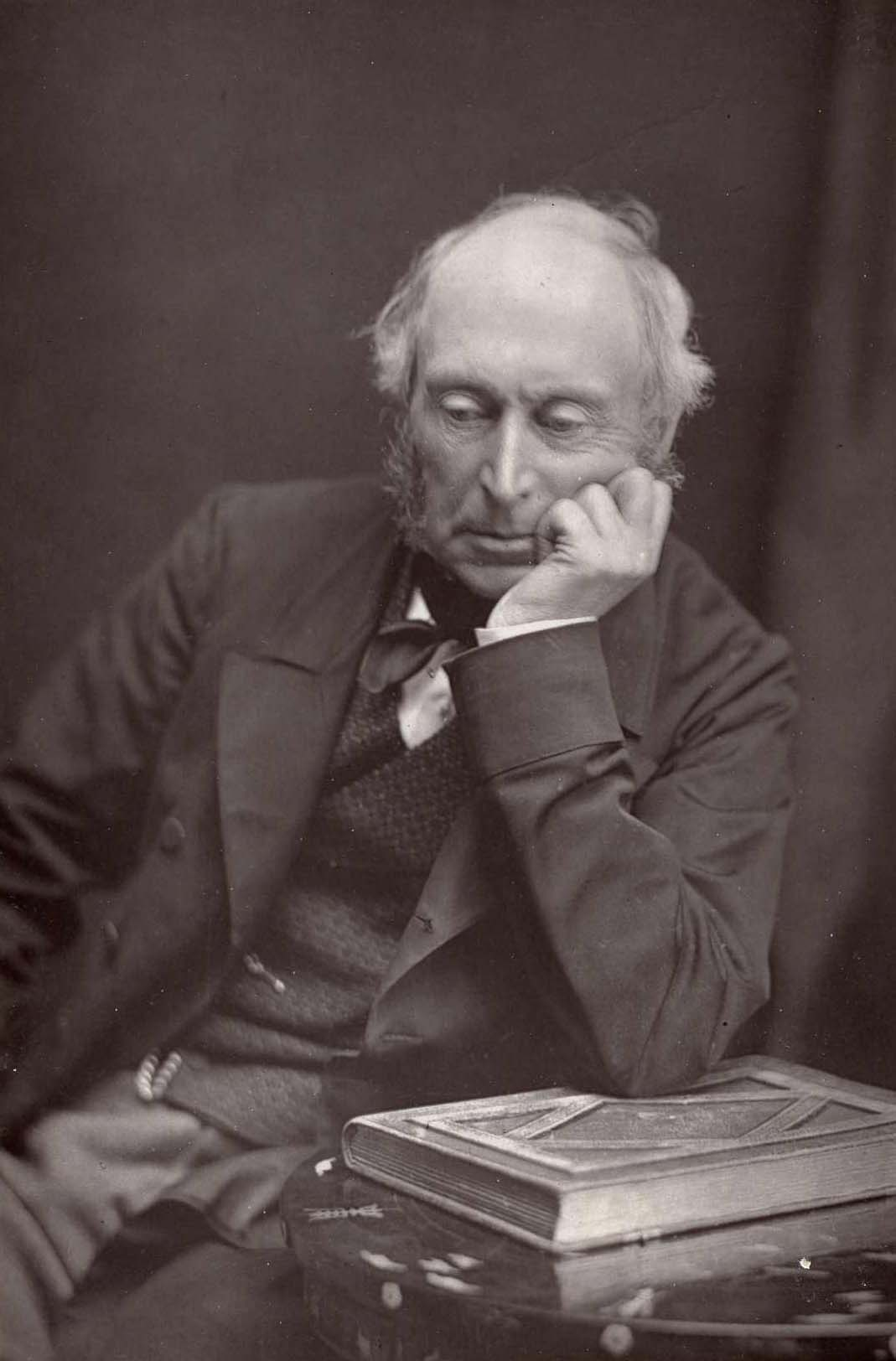
William George Armstrong v 70. letech 19. století

### William Armstrong
William Armstrong se narodil 26. listopadu 1810 v Newcastle upon Tyne jako syn obchodníka s obilím. Vyučil se právníkem a ještě před dovršením dvaceti let se přestěhoval do Londýna. Po návratu do Newcastlu se v roce 1835 seznámil s Margaret Ramshawovou, dcerou stavitele, a oženil se s ní. Armstrong byl nadšený amatérský vědec a začal provádět pokusy v oblasti hydrauliky i elektřiny. V roce 1847 opustil kvůli podnikání právní činnost a založil společnost W. G. Armstrong and Company v Elswicku u Newcastlu. V padesátých letech 19. století položil Armstrong svým návrhem Armstrongova děla základy zbrojní firmy, která se do konce století stala jediným světovým konkurentem německé firmy Krupp. Prosadil se jako osobnost celonárodního významu: jeho práce na vybavení dělostřelectva britské armády byla vnímána jako důležitá reakce na neúspěchy britských sil během krymské války. V roce 1859 byl povýšen do rytířského stavu a jmenován vládním úředníkem odpovědným za výzbroj střelnými zbraněmi (Engineer of Rifled Ordnance), čímž se stal hlavním dodavatelem výzbroje pro armádu i námořnictvo.

### Lovecký zámeček (1862–1865)
Armstrong strávil velkou část svého dětství v Rothbury, kam unikal z průmyslového Newcastlu kvůli svému chatrnému zdraví. V roce 1862 se do této oblasti vrátil, protože více než patnáct let nebyl na dovolené. Na procházce s přáteli Armstronga zaujala atraktivita místa pro stavbu domu. Po návratu do Newcastlu koupil malý pozemek a rozhodl se postavit skromný dům na úbočí svahu s vřesovištěm. Chtěl postavit dům o osmi nebo deseti místnostech a stáj pro pár koní. Dům byl dokončen v polovině 60. let 19. století neznámým architektem: šlo o dvoupodlažní lovecký zámeček, který architektonicky nijak zvlášť nevynikal, ale kvalita stavby a zařízení byla vysoká.

### Venkovské sídlo
Armstrongovým architektem pro rozšíření Cragside byl Skot Richard Norman Shaw. Shaw začal svou kariéru v kanceláři Williama Burna a později studoval u Anthonyho Salvina a George Edmunda Streeta. Salvin ho naučil mistrovství vnitřního plánování, které bylo nezbytné pro navrhování velkých a velmi rozmanitých domů, po nichž viktoriánští boháči toužili. Salvin a Street ho naučili rozumět novogotice. V pouhých 24 letech získal zlatou medaili RIBA a studentské výjezdní stipendium. Ke spojení Armstronga a Shawa došlo, když Armstrong zakoupil obraz Princ Hal bere korunu z otcova lůžka od Johna Callcotta Horsleyho, a ten se ukázal být příliš velký na jeho městský dům v Jesmondu v Newcastlu. Horsley byl přítelem obou a doporučil Shawovi, aby navrhl přístavbu sálku na společenská setkání, který Armstrong předtím postavil na svém pozemku. Když byla v roce 1869 dokončena, byl Shaw požádán o rozšíření a vylepšení loveckého zámečku, který Armstrong nechal postavit v Rothbury o čtyři roky dříve. Tak se zrodila proměna domu v letech 1869–1884. Během následujících třiceti let se Cragside stal středobodem Armstrongova světa; když na to po letech ve stáří vzpomínal, poznamenal: „Nebýt Cragside, dnes bych s vámi nemluvil – protože to mě drželo naživu.“
Historik architektury Andrew Saint zaznamenal, že Shaw načrtl celý návrh „budoucího pohádkového paláce“ během jediného odpoledne, zatímco Armstrong a jeho hosté si vyrazili na lov. Po tomto zběžném úvodním návrhu pracoval Shaw na stavbě domu více než 20 let. Dlouhá doba výstavby a Armstrongův nesoustavný a proměnlivý přístup k vývoji domu a jeho snaha zachovat v jádru původní střelecký zámeček občas vedly k napětí mezi klientem a architektem a ke vzniku stavby, která postrádá celkovou jednotu. Armstrong změnil účel několika místností podle toho, jak se vyvíjely jeho zájmy, a německý historik architektury Hermann Muthesius, píšící těsně po Armstrongově smrti v roce 1900, poznamenal, že „dům nenašel u Shawových stoupenců bezvýhradnou přízeň jako jeho předchozí díla, a ani samotného Shawa zcela neuspokojil.“ Nicméně Shawovy schopnosti jako architekta i jako manažera obtížných klientů zajistily, že Cragside byl navržen „s nezapomenutelnou silou.“

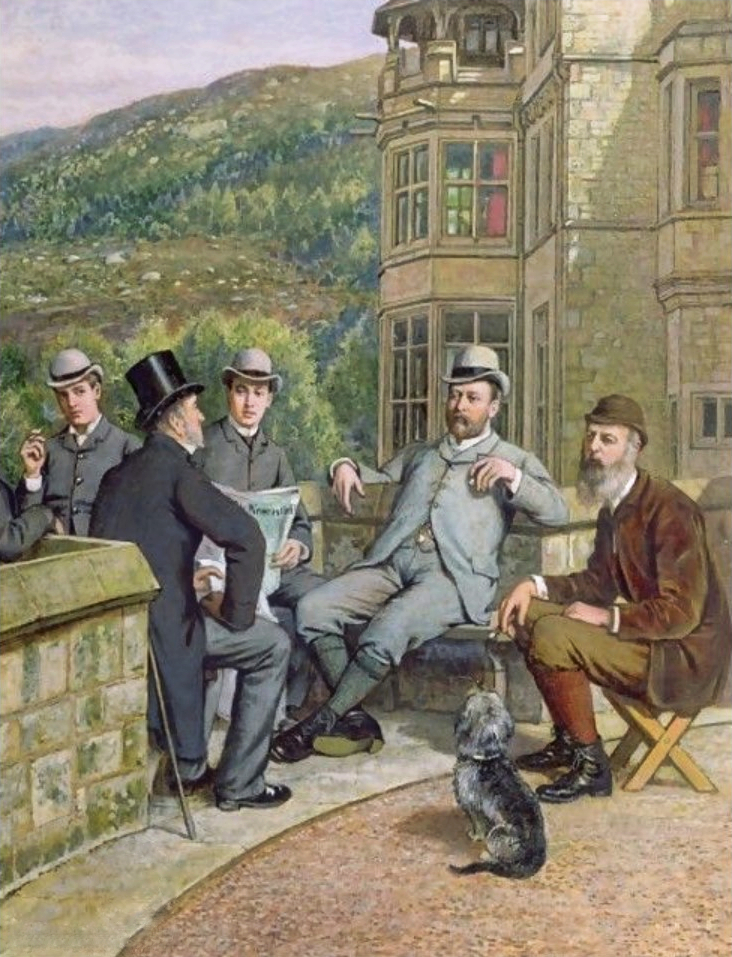
Edvard, princ z Walesu, a William Armstrong si vychutnávají doutník na Cragside (1884)

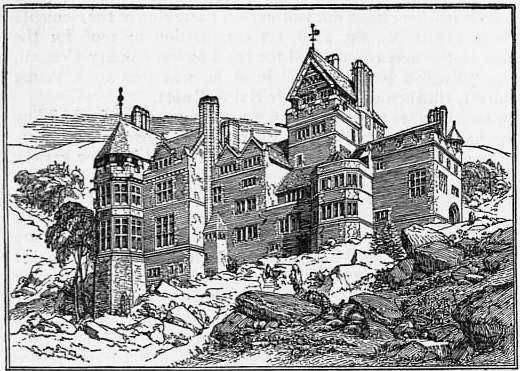
Cragside roku 1911 jak je zobrazen v Encyclopædia Britannica

Kromě toho, že to byl Armstrongův domov, sloužil Cragside jako obrovská galerie pro jeho stále se rozšiřující sbírku umění. Nejlepší z jeho obrazů visely v salonu, ale později byly pro obrazy vyhrazeny samostatné místnosti. Hlavní místo zaujímal obraz Johna Everetta Millaise Chladný říjen (Chill October), který Armstrong zakoupil na aukci Samuela Mendela v Christie's v roce 1875. Armstrong na Mendelově aukci zakoupil také Millaisovu Jeftovu dceru (Jephthah's Daughter). Oba obrazy byly prodány v aukci v roce 1910; Chladný říjen je nyní v soukromé sbírce Andrewa Lloyda Webbera a Jeftova dcera je v držení Národního muzea v Cardiffu.
Cragside byl důležitým místem Armstrongových obchodních aktivit. Teoretik architektury Simon Jenkins o tom píše: „Japonští, perští, siamští a němečtí hodnostáři poctili návštěvami muže, který vybavil jejich armády a postavil jejich námořnictvo.“ Clive Aslet ve své knize Landmarks of Britain z roku 2005 zaznamenává návštěvy afghánského korunního prince a perského šáha: Šáh Násir ad-Dín navštívil budovu v červenci 1889 a afghánský princ Nasrulláh Chán v červnu 1895. Armstrongova životopiskyně Henrietta Healdová uvádí mezi proudem japonských průmyslníků, námořních důstojníků, politiků a členů královské rodiny, kteří se zapsali do návštěvní knihy Cragside, dva budoucí japonské premiéry Takaakiho Katóa a Makotoa Saitóa. V srpnu 1896 navštívil Cragside čínský diplomat Li Chung-čang. Siamský král Čulalongkorn zde pobýval v srpnu 1897, kdy činnost továrny Elswick Works narušila tvrdá stávka kvůli mzdám a pracovní době.
V srpnu 1884 navštívili Cragside na tři dny princ a princezna z Walesu (budoucí Edward VII. a královna Alexandra); šlo o vrchol Armstrongovy společenské kariéry. Příjezd budoucího krále byl osvětlen desetitisíci žárovek a obrovským množstvím čínských luceren zavěšených na stromech parku; ze šesti balónů byl odpálen ohňostroj a na Simonsidských kopcích byl zapálen velký oheň. Druhý den své návštěvy princ a princezna odjeli do Newcastlu, aby slavnostně otevřeli areál Armstrongova dřívějšího domu Jesmond Dean, který v té době věnoval městu k užívání jako veřejný park.
O tři roky později, při zlatém jubileu královny Viktorie, byl Armstrong nobilitován jako baron Armstrong z Cragside a stal se prvním inženýrem a prvním vědcem, kterému byl udělen vyšší šlechtický titul (peerage). Ve svém poděkování starosta poznamenal, že každý čtvrtý obyvatel celého města byl zaměstnán přímo Armstrongem nebo společnostmi, které vedl.

### Po Armstrongově smrti
Armstrong zemřel v Cragside 27. prosince 1900 ve věku 90 let a byl pohřben vedle své ženy na hřbitově v Rothbury. Na jeho náhrobku je epitaf: 
| „                                 | Jeho vědecké úspěchy mu získaly světovou proslulost a jeho velká filantropie vděčnost chudých. His scientific attainments gained him a world wide celebrity and his great philanthropy the gratitude of the poor | “ |
| — Epitaf na Armstrongově náhrobku | |   |

| Rok  | Počet návštěvníků |
| ---- | ----------------- |
| 2006 | 112,720           |
| 2007 | 201,873           |
| 2008 | 173,757           |
| 2009 | 225,823           |
| 2010 | 189,280           |
| 2011 | 207,191           |
| 2012 | 201,639           |
| 2013 | 201,157           |
| 2014 | 212,376           |
| 2015 | 235,314           |
| 2016 | 227,062           |
| 2017 | 243,608           |
| 2018 | 236,672           |
| 2019 | 255,005           |
| 2020 | 141,226           |
| 2021 | 226,536           |

Cragside a Armstrongův majetek zdědil jeho pravnuk William Watson-Armstrong. Watson-Armstrong postrádal Armstrongovu obchodní zdatnost a řada špatných finančních investic vedla v roce 1910 k prodeji velké části velké umělecké sbírky. V roce 1972, po smrti Watson-Armstrongova dědice Williama Johna Montagu Watsona-Armstronga, byly dům a panství ohroženy rozsáhlou bytovou výstavbou, jejímž cílem bylo získat peníze na zaplacení vysoké dědické daně. V roce 1971 Mark Girouard radil nadaci National Trust ohledně nejvýznamnějších viktoriánských domů, které by měly být zachovány pro národ v případě jejich prodeje, a Cragside označil za nejvyšší prioritu. Díky rozsáhlé kampani získala v roce 1977 tato organizace dům a pozemky s pomocí grantu od Národního pozemkového fondu.
V roce 2007 byl Cragside po osmnáctiměsíčním renovačním programu znovu otevřen. Stal se jedním z nejnavštěvovanějších míst v severovýchodní Anglii, v roce 2019 jej navštívilo přibližně 255 005 návštěvníků. National Trust i nadále pokračuje v restaurátorských pracích, které umožňují otevřít další části domu: V roce 2016 tak byla znovu otevřena Armstrongova elektrická místnost, v níž ke konci svého života prováděl pokusy s elektřinou. Tyto pokusy vedly v roce 1897 k vydání Armstrongovy poslední práce Elektrický pohyb ve vzduchu a vodě, ilustrované pozoruhodnými fotografiemi jeho přítele Johna Worsnopa.

## Popis

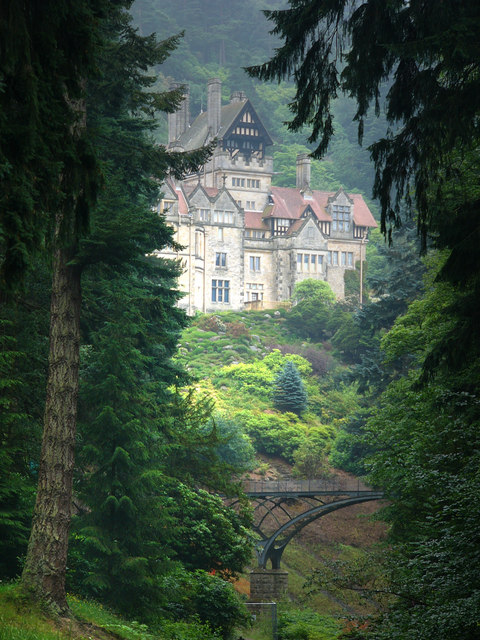
Cragside v roce 2008

Cragside je příkladem Shawova neotudorovského stylu. Historik architektury J. Mordaunt Crook považuje Cragside za jeden z mála venkovských domů postavených viktoriánskou komerční plutokracií, který byl skutečně „avantgardní nebo udával trendy“. Riches Crook ve své studii The Rise of the Nouveaux tvrdí, že mnozí novodobí majitelé byli příliš panovační a zpravidla si vybírali druhořadé architekty, protože ti měli tendenci být „poddajnější“ a umožňovat klientům, aby si prosadili svou, na rozdíl od architektů kvalitních, jako byl Shaw. „Rýnský“ nádech architektury vytváří pozoruhodný kontrast s venkovským sídlem, který vzniklo téměř současně s Cragsidem: vilou Hügel postavenou u německého Essenu Armstrongovým největším rivalem Alfredem Kruppem.

### Kuchyně, zázemí a turecké lázně
Kuchyně je na viktoriánské poměry rozlehlá a spolu s komorníkovou spíží tvoří velký celek. V plné míře se v ní projevuje Armstrongova technická vynalézavost, neboť má kuchyňský výtah a hydraulicky poháněné rožně. Čas jídla ohlašuje elektrický gong. Pro návštěvu Edwarda z Walesu a Alexandry Armstrong najal královské dodavatele jídla, firmu Gunters, která v kuchyni připravila osmichodové menu, jež zahrnovalo ústřice, želví polévku, nadívanou kambalu, zvěřinu, tetřeva, broskve v maraschinovém želé a cereální zmrzlinu. Mimo kuchyň, pod knihovnou, se nachází turecká lázeň, neobvyklý prvek ve viktoriánském soukromém domě. Spisovatel Michael Hall se domnívá, že lázeň s bazénem měla sloužit spíše k demonstraci Armstrongových hojných zásob vody než ke skutečnému využití. Jak tomu často bývalo, Armstrong našel pro své radovánky i praktické využití: pára vznikající v turecké lázni podporovala vytápění domu.

### Knihovna a jídelna
Girouard popisuje knihovnu jako „jednu z nejsympatičtějších viktoriánských místností v Anglii“. Patří do první fáze Shawovy výstavby a byla dokončena v roce 1872. Má velký arkýř, který poskytuje výhled na most a rokli. Místnost je z poloviny obložena dubovým dřevem a krb obsahuje fragmenty egyptského onyxu, které Armstrong nasbíral během své návštěvy země v roce 1872. V knihovně byly původně umístěny některé z Armstrongových nejlepších obrazů, ačkoli většina z nich byla po pozdější Shawově výstavbě v 80. letech 19. století znovu zavěšena do galerie či salonu a poté prodána v roce 1910, deset let po Armstrongově smrti. Vrcholem sbírky byl obraz Alberta Josepha Moorea Následuj mého vůdce z roku 1872. Andrew Saint považuje tuto místnost za „Shawův nejlepší domácí interiér“. V jídelně mimo knihovnu se nachází pseudogotický krb s krbovou vložkou.

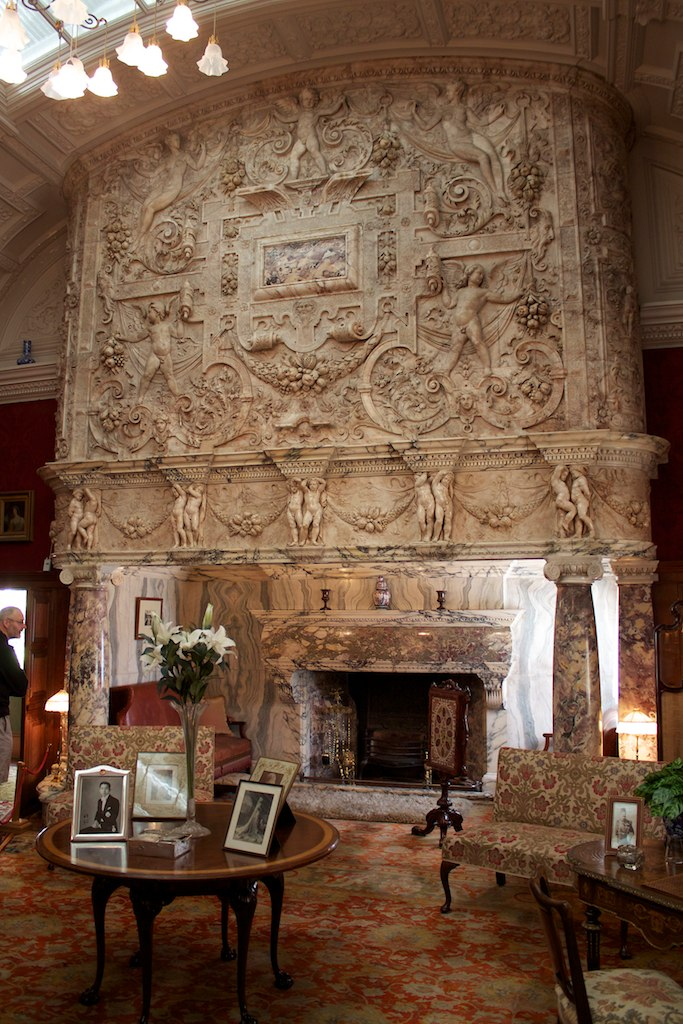
Italský mramorový krb

### Soví apartmán
Soví pokoje byly postaveny v první fázi stavby a tvořily apartmá pro významné hosty. Jejich název je odvozen od vyřezávaných sov, které zdobí dřevěné táflování a postel. Pokoj je obložen americkým černým ořechem, stejným dřevem, z něhož je vyřezána postel. Saint poznamenává, že Shaw byl „na tento návrh hrdý“ a další soví postel vystavil na výstavě v roce 1877. Princ a princezna z Walesu obývali tyto pokoje během svého pobytu v Cragside v roce 1884. Další ložnice, zejména Žlutý a Bílý pokoj, byly zdobeny tapetami od Williama Morrise, včetně raných verzí jeho vzorů Ovoce a Pták a mřížka. Tapety byly znovu vytištěny s použitím původních tiskařských štočků a znovu zavěšeny při renovaci organizací National Trust.

### Galerie
Galerie původně tvořila Armstrongovu muzejní místnost a byla postavena Shawem v letech 1872 až 1874. Vedla k observatoři v Gilnockie Tower. Později místnost tvořila cestu do nově vytvořeného salonu a byla přeměněna na galerii obrazů a soch. Její osvětlení bylo dalším důkazem Armstrongovy technické vynalézavosti. Místnosti byla vybavena dvanácti stropními lampami, které bylo možné doplnit dalšími osmi lampami napájenými elektrickým proudem, který se přenášel z lamp v jídelně, když již nebyly potřeba. Osvětlení a způsob jeho zajištění měly pro Armstronga význam jak po technické, tak po estetické stránce; sám napsal, že „na chodbách a schodištích jsou lampy použity bez stínidel a působí velmi krásným dojmem, jako by to byly hvězdy“.

### Obývací pokoj
Obývací pokoj byl postaven v 80. letech 19. století, kdy Armstrong prodal svůj dům v Jesmondu a pobýval pouze v Cragside. V místnosti se nachází kolosální mramorový intarzovaný komín, který údajně váží deset tun a jehož autorem je Shawův asistent W. R. Lethaby. V době jeho vzniku se Shaw, který stále častěji pracoval pro bohaté klienty, odklonil od svého „staroanglického“ stylu a místnost je navržena a vyzdobena ve velkolepějším a opulentnějším renesančním stylu.

### Kulečníkový sál
Přístavba kulečníkového sálu z roku 1895 je dílem Fredericka Wallera. Nahradil laboratoř, v níž Armstrong prováděl pokusy s elektrickým proudem. Biliárový stůl a nábytek dodala firma Burroughes and Watts. Kulečníkový sál a přilehlá místnost se zbraněmi tvořily kuřácký apartmán, jehož dřívější absenci dokládá akvarel namalovaný na památku návštěvy prince a princezny z Walesu. Princ a Armstrong jsou zobrazeni, jak na terase kouří doutníky, protože viktoriánské konvence nedovolovaly kouření v hlavních přijímacích místnostech.

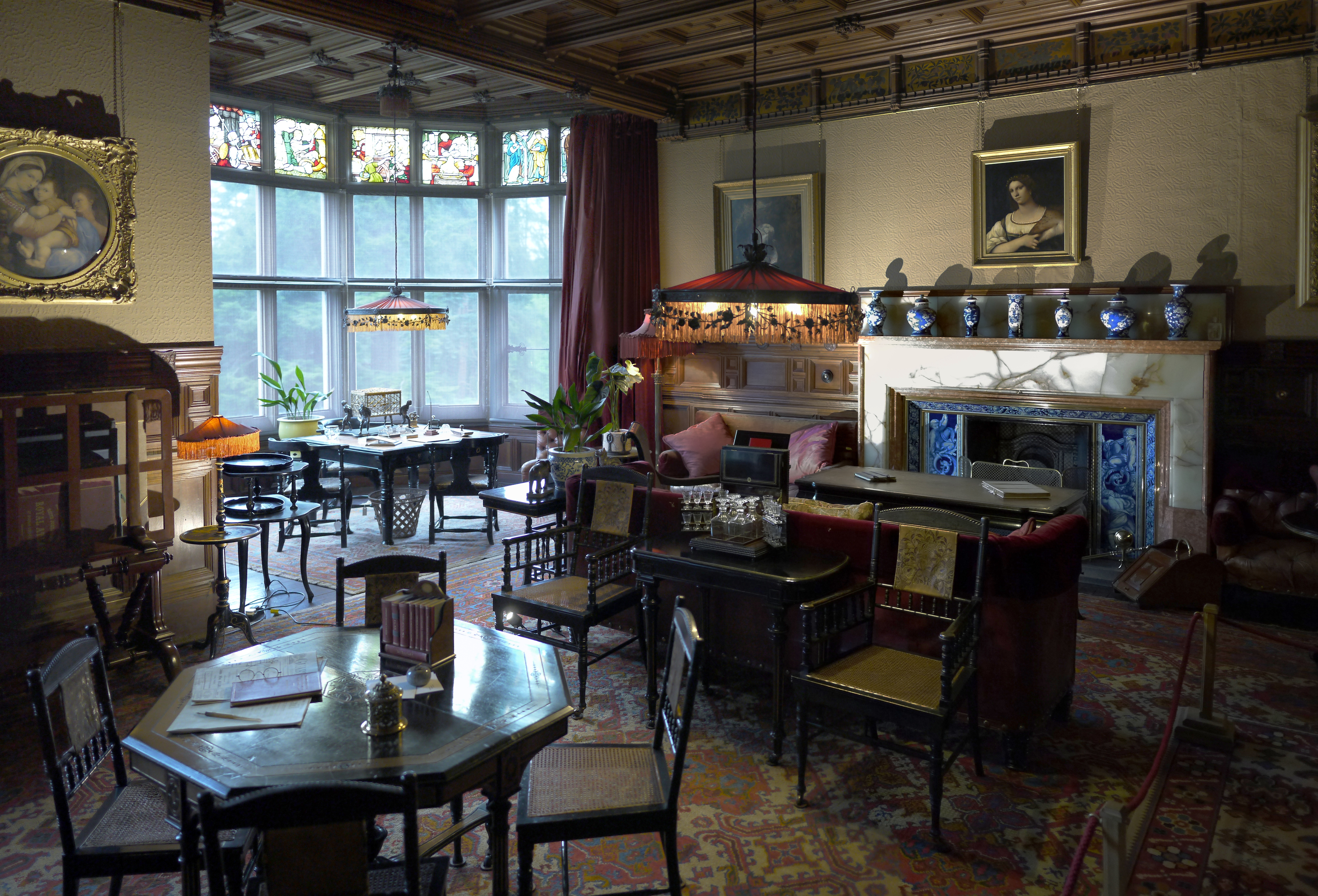
Knihovna
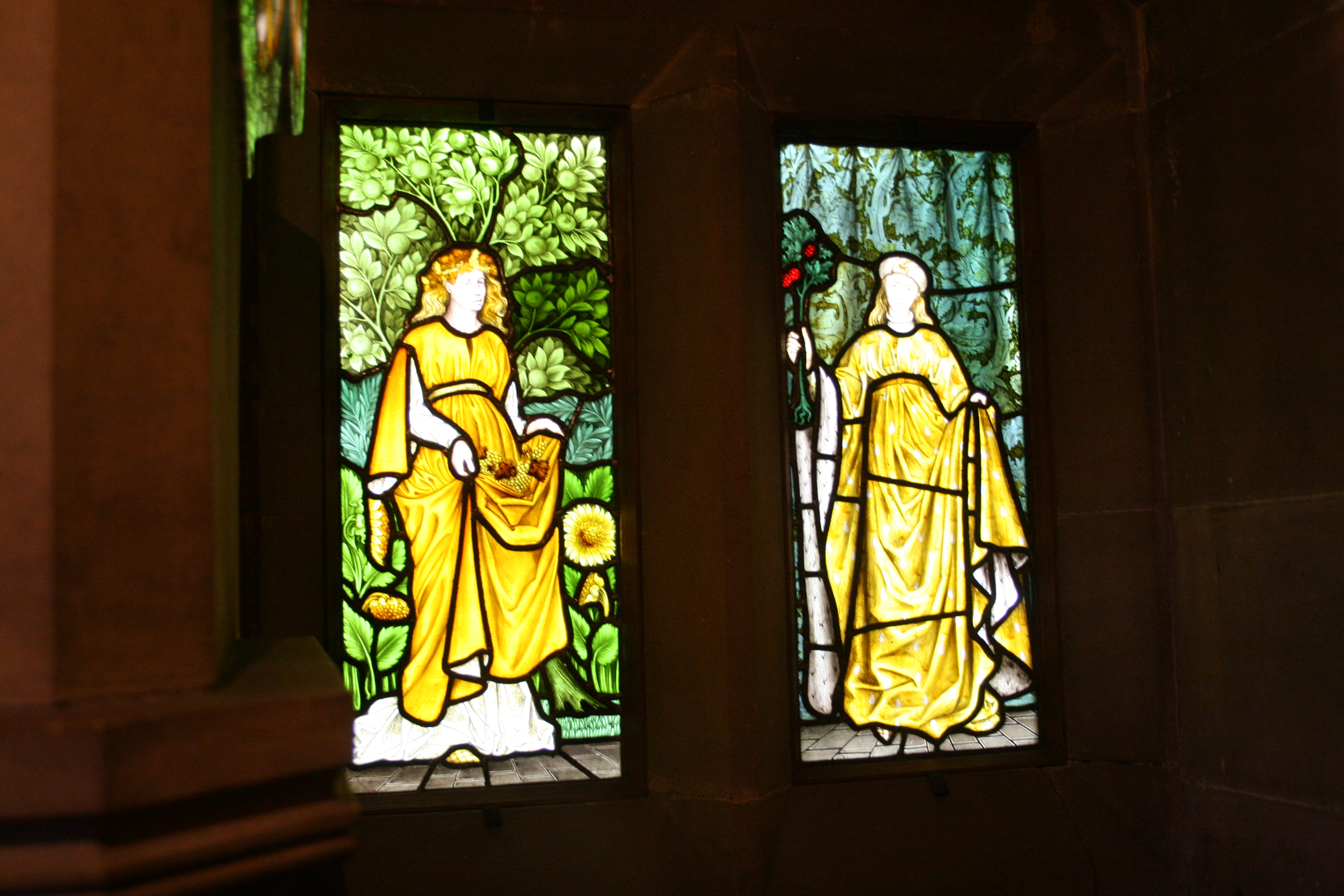
Okna v jídelně
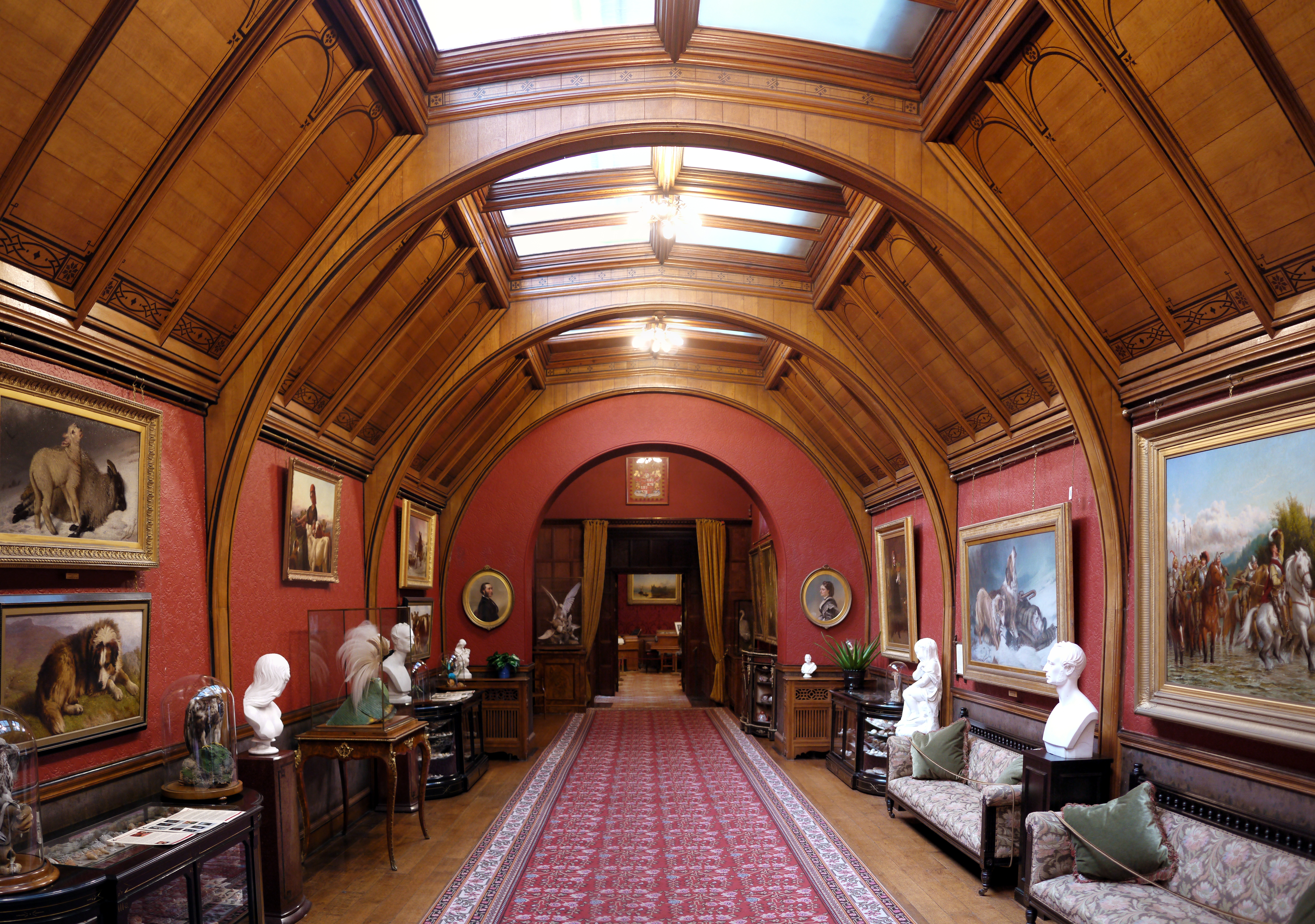
Galerie v nejvyšším patře, dříve Armstrongovo muzeum
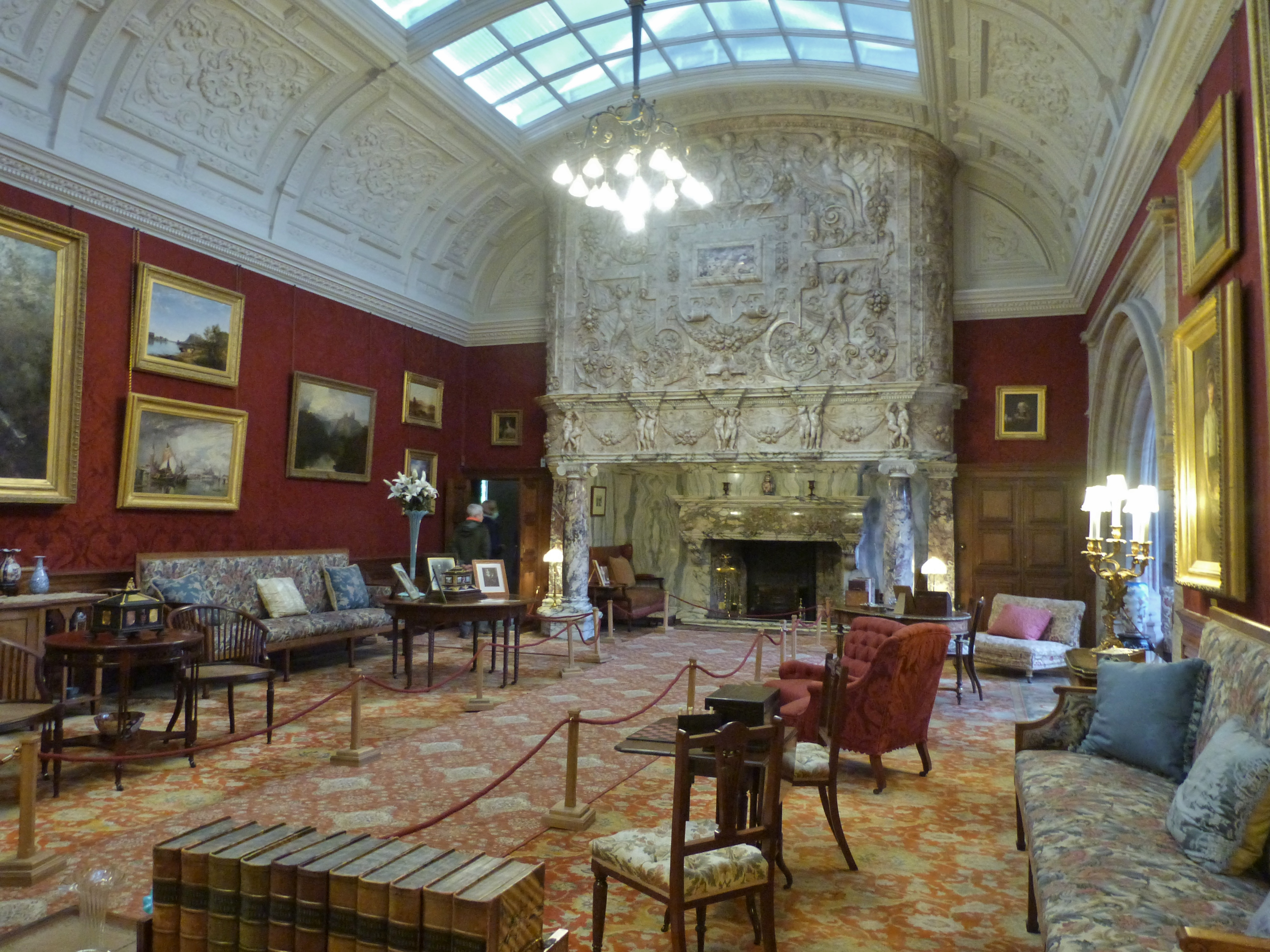
Obývací pokoj
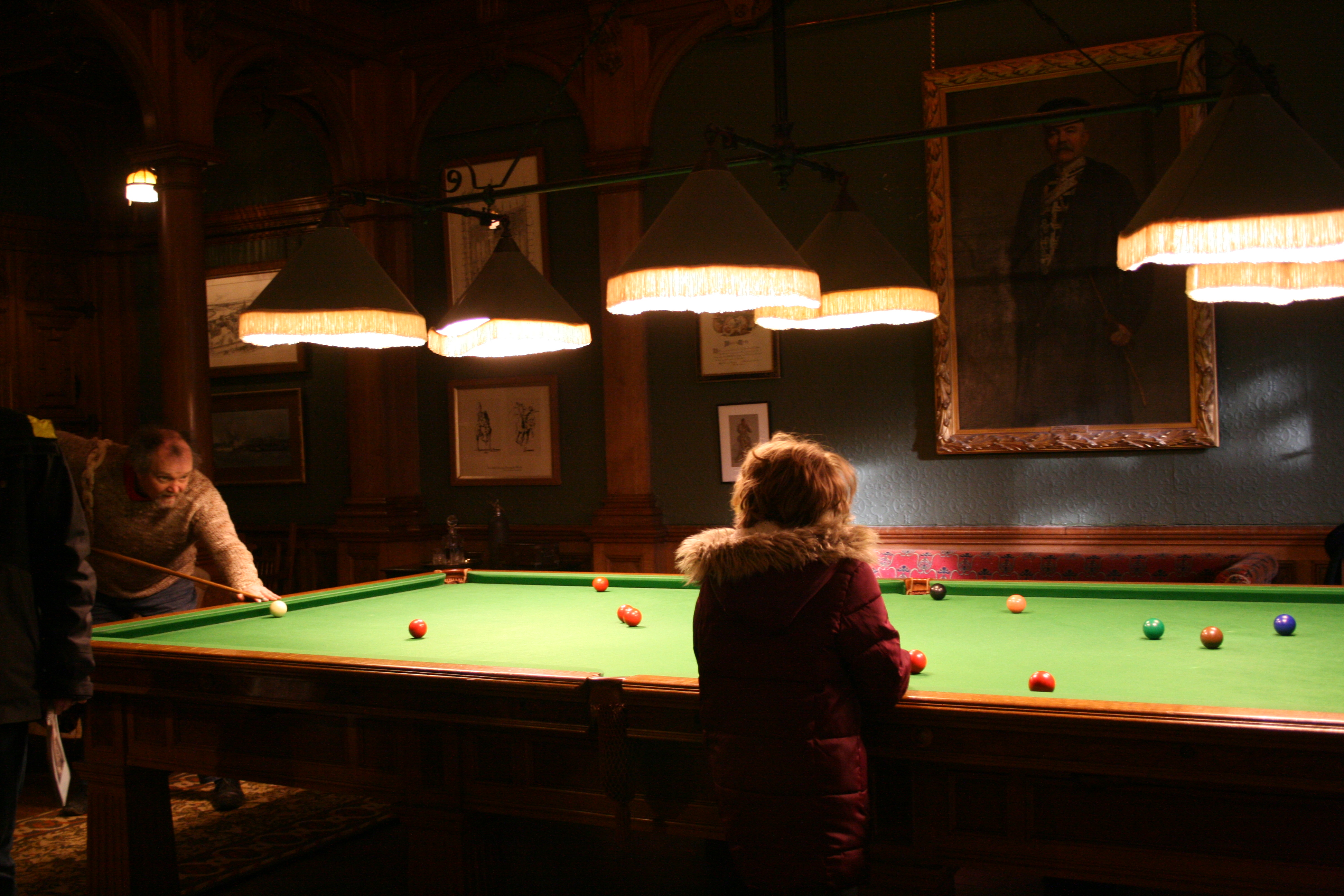
Kulečníkový sál
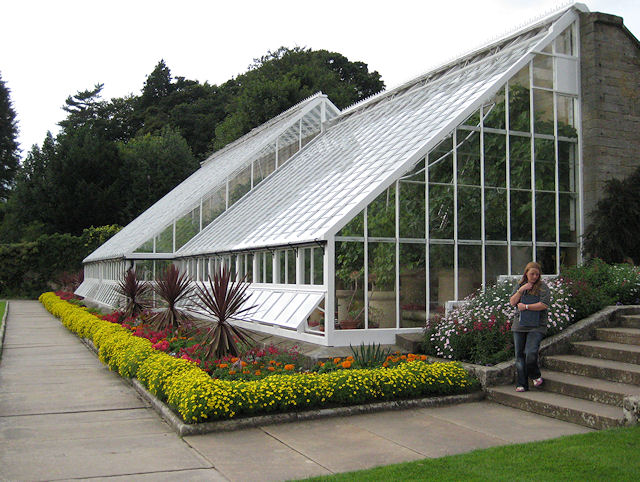
Zimní zahrady

## Technologie

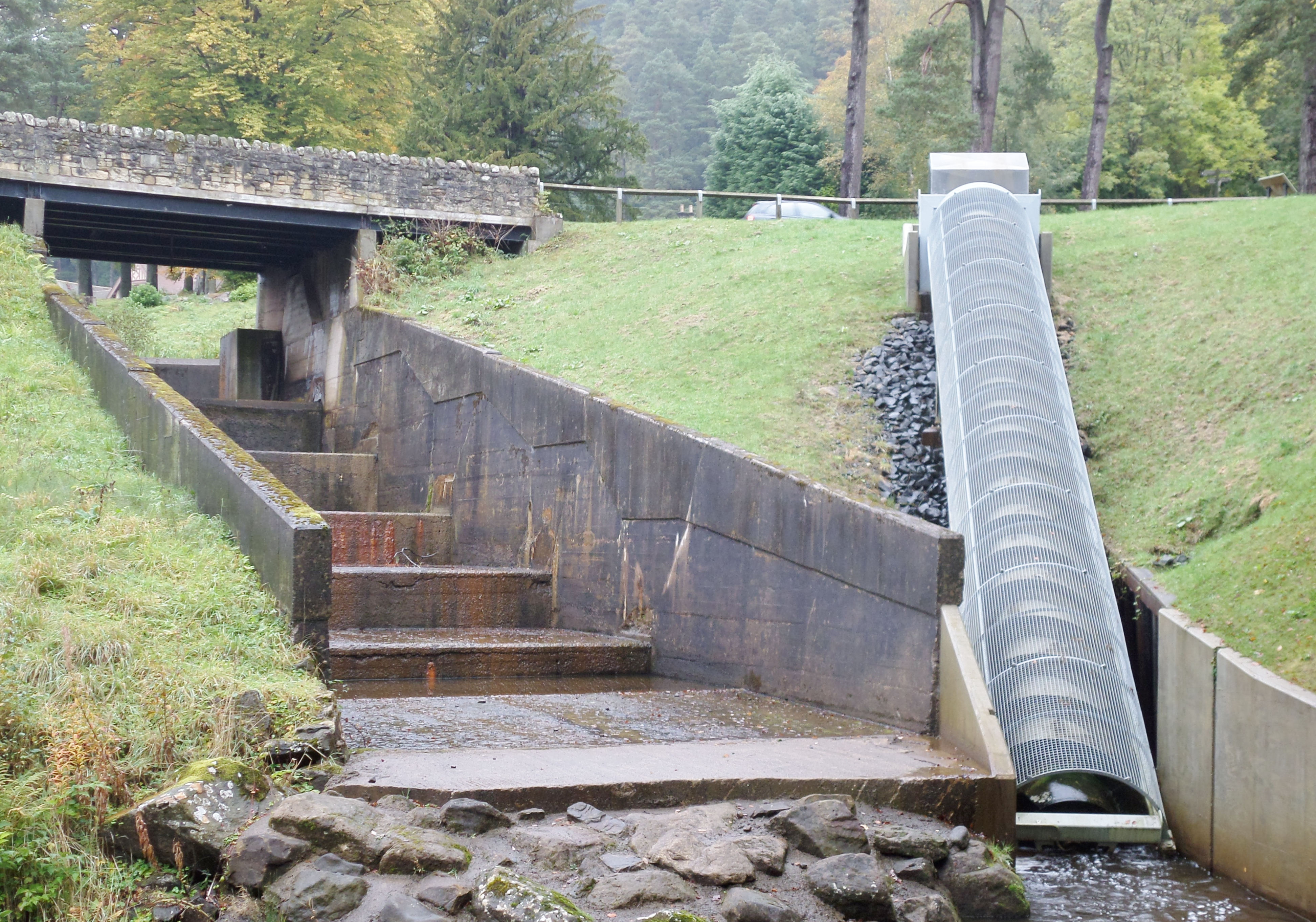
Šneková turbína, instalovaná v roce 2014
Generátor

Po své první návštěvě v roce 1869 popsal Shaw dům v dopise své ženě a poznamenal, že zde jsou „úžasné hydraulické stroje, které dělají všechny možné věci.“ Stavbou přehrad vytvořil Armstrong na panství pět nových jezer: Debdon, Tumbleton, Blackburn a Horní a Dolní jezero v Nelly's Moss. V roce 1868 byl instalován hydraulický motor. Inspirován vodním mlýnem na řece Dee v Dentdale, instaloval Armstrong v roce 1870 dynamo Siemens, a vytvořil tak první vodní elektrárnu na světě. Generátory, které dodávaly energii také hospodářským budovám na panství, byly neustále rozšiřovány a zdokonalovány, aby vyhovovaly rostoucím požadavkům na spotřebu elektřiny v domě. Rekonstrukce z roku 2006 tak zahrnovala rozsáhlou obnovu drátů. V roce 2014 byla instalována nová šroubová turbína s Archimédovým šroubem o délce 17 metrů, která může dodávat 12 kW, což zajišťuje přibližně 10 % spotřeby elektřiny v nemovitosti.
Vyrobená elektřina se používala k napájení obloukové lampy instalované v obrazárně v roce 1878. Ta byla v roce 1880 nahrazena žárovkami Josepha Swana, což Swan považoval za „první řádnou instalaci“ svého elektrického osvětlení. Armstrong se se Swanem dobře znal a předsedal prezentaci Swanových nových lamp v Literární a filozofické společnosti Newcastle upon Tyne (Literary and Philosophical Society of Newcastle upon Tyne). Organizace Historic England popisuje Cragside jako „první (dům) na světě, který byl osvětlen elektřinou získanou z vodní síly.“ Využití elektřiny k provozu spotřebičů a vnitřních systémů domu učinilo z Cragside průkopníka domácí automatizace; jako jedna z prvních soukromých rezidencí měl Cragside myčku nádobí, vysavač a pračku, památkářky Sarah Schmitz a Caroline Rawson naznačují, že Cragside byl „místem, kde začalo moderní bydlení.“ Také rožeň v kuchyni byl poháněn touto energií. V zimní zahradě se nacházel samozavlažovací systém pro hrnkové rostliny, které se otáčely na stojanech poháněných vodou. Byl zaveden telefon, a to jak mezi místnostmi v domě, tak mezi domem a dalšími budovami na panství.

## Okolí a park
Cragside je pojmenován podle kopce Cragend Hill nad domem a je obklopen rozsáhlou skalkou se sbírkou rododendronů, z nichž jeden je pojmenován po lady Armstrongové, která se významně podílela na návrhu a výstavbě zahrad, a rozsáhlou výsadbou převážně jehličnatých stromů. Mezi nimi je i nejvyšší borovice lesní v Británii, která dosahuje výšky 40 metrů. Více než sto let po jejich vysazení napsala Jill Franklinová, že „velké tmavé stromy tvoří ochrannou bariéru (Armstrongových) domů.“ Armstrong pokračoval v nákupu půdy i po zakoupení původního pozemku a v 80. letech 19. století obsáhly zahrady a parky přibližně 1700 akrů, přičemž širší panství, včetně Armstrongových zemědělských podniků, se podle Armstrongova životopisu od Henrietty Healdové z roku 2012 rozkládalo na 15 000 akrech a podle historika Davida Cannadina na více než 16 000 akrech. Panství je útočištěm jedné z posledních kolonií veverek obecných v Anglii. Úžlabinu severozápadně od domu překlenuje železný most přes řeku Debdon Burn, postavený podle Armstrongova návrhu v jeho továrně Elswick Works v sedmdesátých letech 19. století. Jedná se o stavbu památkově chráněnou na stupni II*, která byla obnovena organizací National Trust a v letech 2008 až 2009 znovu otevřena veřejnosti. 

Samotné zahrady jsou památkově chráněny na stupni I a některé architektonické a technologické stavby jsou zařazeny na seznamu památek samostatně. Věž s hodinami, která regulovala život na panství, pochází z doby výstavby loveckého zámečku a mohla být navržena stejným architektem. Je možné, že hodiny navrhl sám Armstrong. Stejně jako most je hodinová věž chráněna ve stupni II*. Pravidelné zahrady, kde stály Armstrongovy velké skleníky a které byly dlouho odděleny od hlavního panství, nyní získal National Trust.

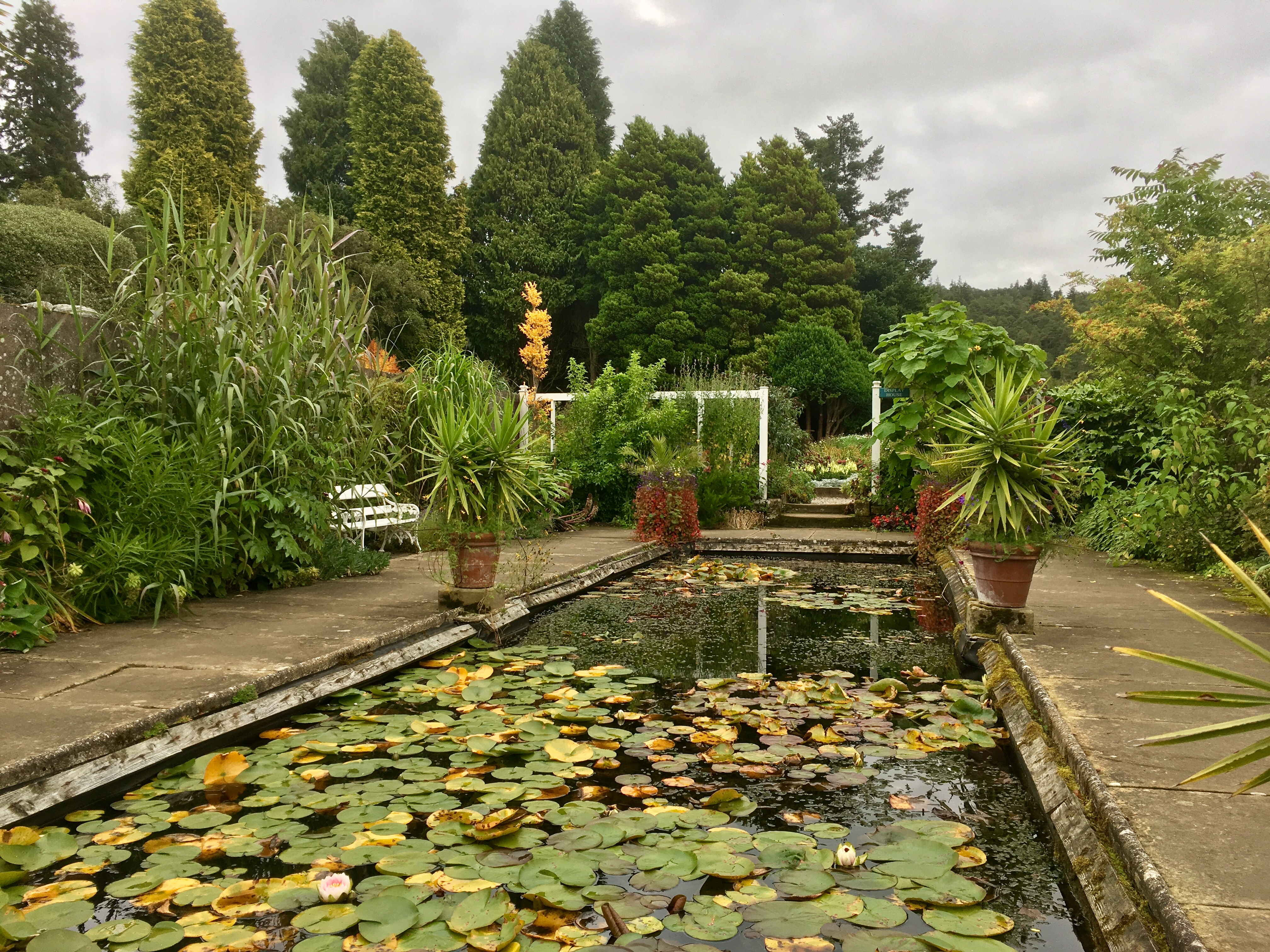
Rybníček ve formálních zahradách
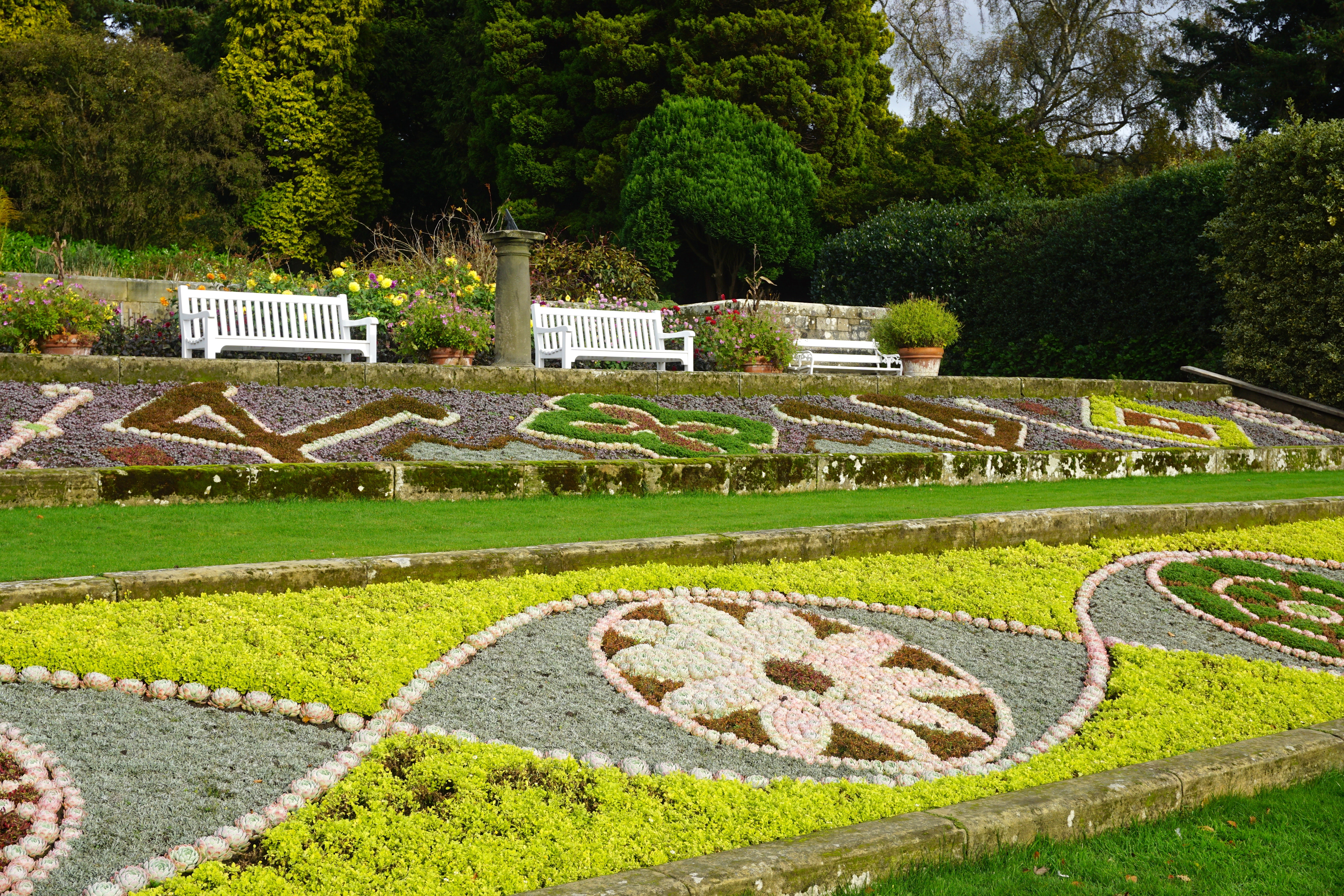
Květinová mozaika v zahradách
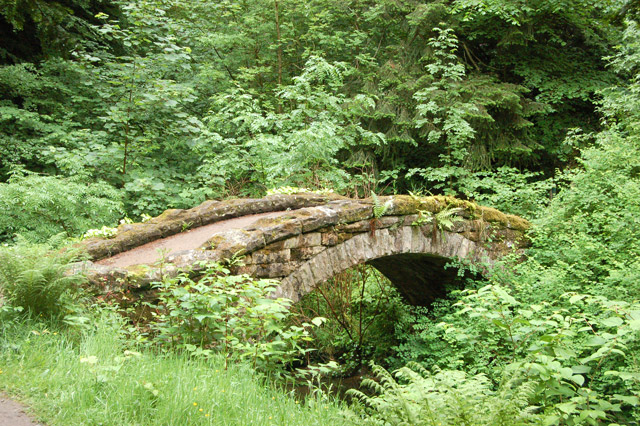
Pěší kamenná lávka
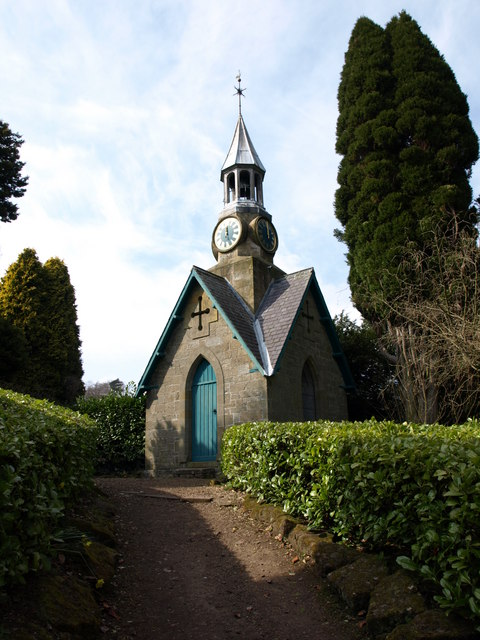
Věž s hodinami
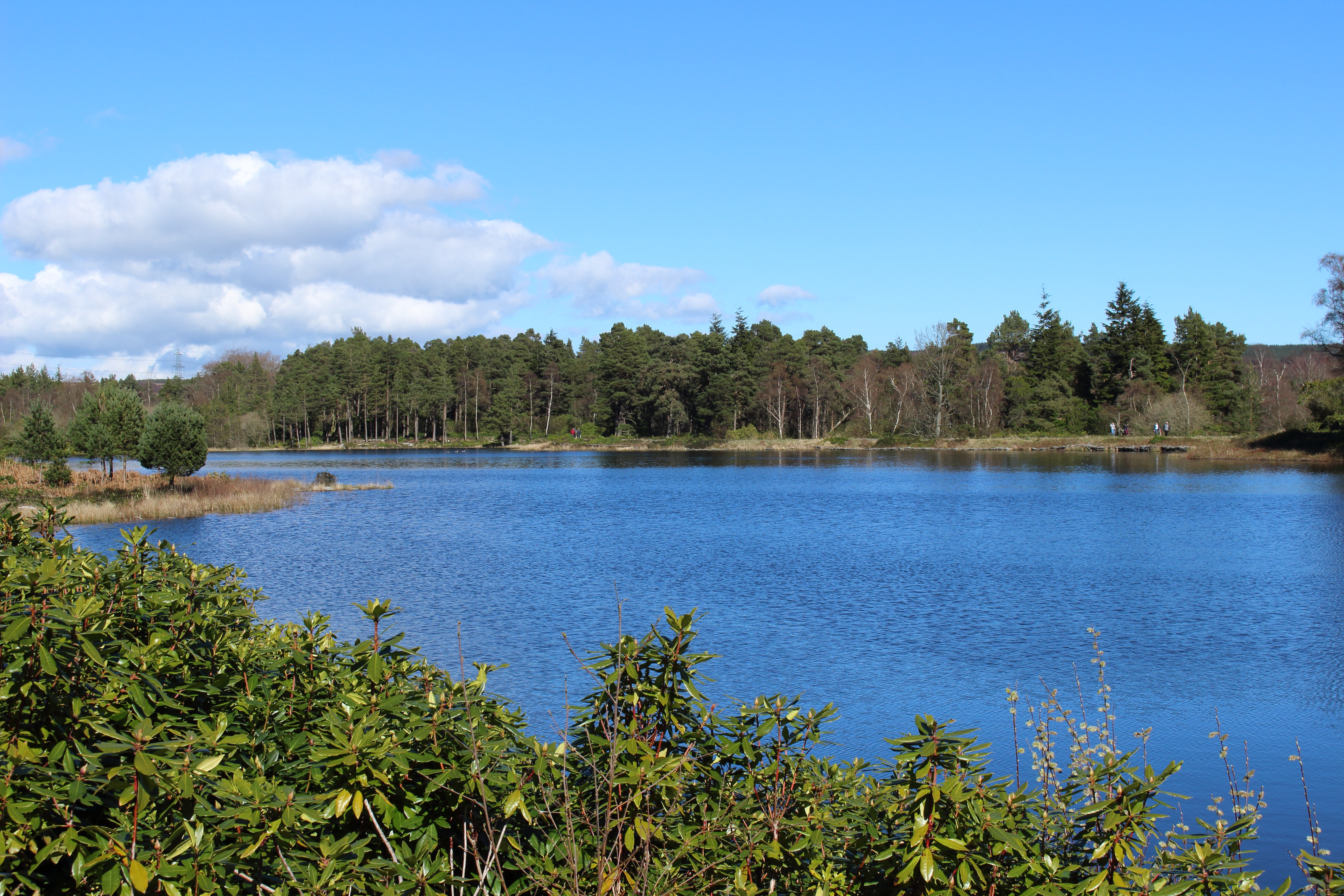
Jezero Nelly's Moss
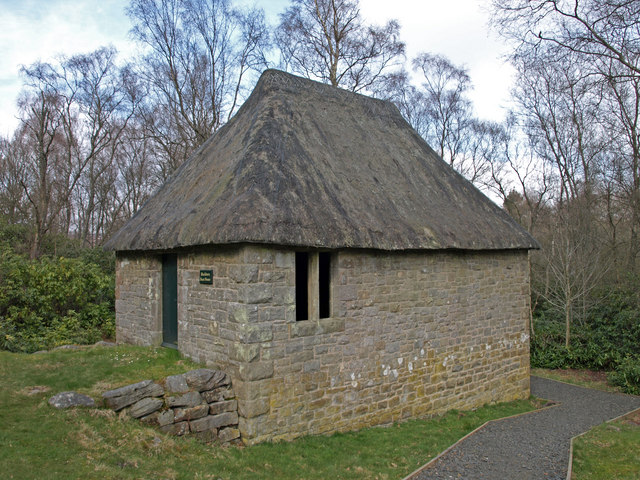
Kamenná loděnice
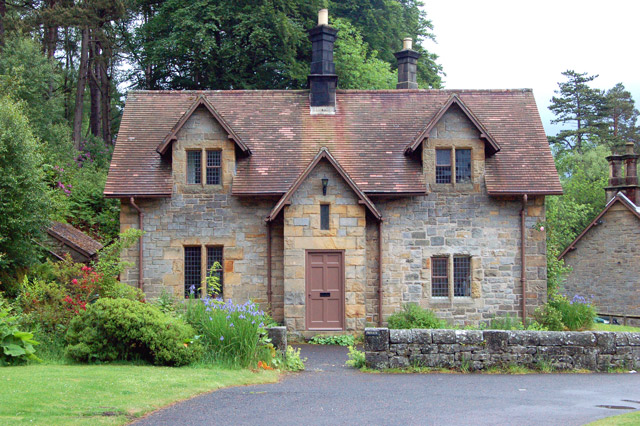
Chalupa na pozemku
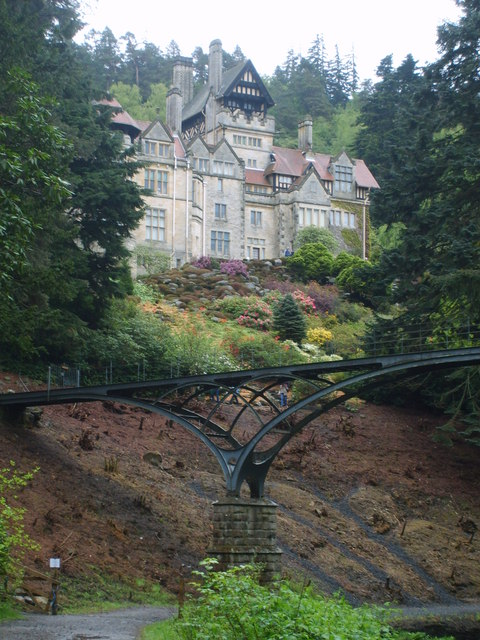
Most přes Debdon Burn
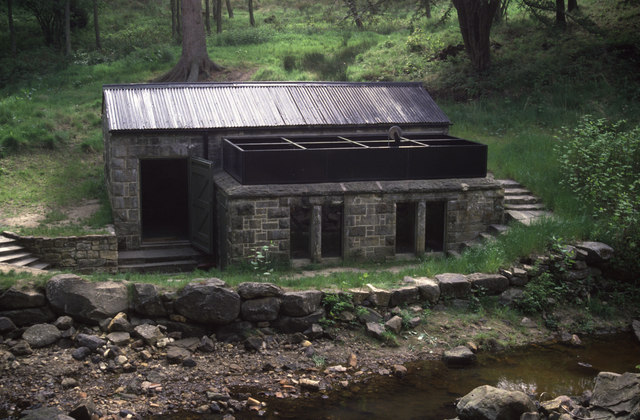
Budova s čerpadlem vody

## V kultuře
Cragside se objevil v dokumentárním seriálu Jonathana Meadese Abroad Again in Britain, v pořadech BBC One Britain's Hidden Heritage a Glorious Gardens from above, a v seriálu ITV Inside the National Trust. Na panství se částečně natáčel historický film Vysoké napětí z roku 2017. Cragside se stal základem pro ztvárnění domu Lockwood Manor ve filmu Jurský svět: Zánik říše.